# ミハイル・カメンスキー
ミハイル・ダヴィドヴィチ・カメンスキー（エイディス）（ロシア語: Михаил Давыдович Каменский (Эйдис)、1889年 - 1963年）は、ロシアの革命家。
1889年、ロシア帝国キエフ県シポーラに生まれたユダヤ人。1906年からウクライナ社会民主労働党の党員であったが、1908年にボリシェヴィキへと移った。1918年から翌1919年にかけてオデッサで地下活動に従事し、オデッサ県チェーカーでも働く。同年から1921年まで赤軍南部戦線で政治活動も行ったが、脚を負傷し入院した。
翌1922年10月からボリシェヴィキ・トムスク県委員会組織部部長を務め、1924年6月から10月までトルキスタン共産党フェルガナ州委組織部部長を務めた。同月18日から翌1925年3月23日まではボリシェヴィキ・カラ・キルギス臨時州局第一書記を、同月27日から8月17日まで（公式には9月15日まで）初代カラ・キルギス自治州委第一書記を務めた。
その後、1941年からキルギス・ソビエト社会主義共和国フルンゼ州のクラスノチェレンスカヤ自動車・トラクターステーション監督を務めていたが、1963年に死去し、モスクワのノヴォデヴィチエ墓地に葬られた。